# O Príncipe Valente
O Príncipe Valente (em inglês:  Prince Valiant) é um filme estadunidense de 1954, do gênero drama de ação e aventura medieval, dirigido por Henry Hathaway, com roteiro de Dudley Nichols baseado nas aventuras do herói homônimo das histórias em quadrinhos criadas por Harold "Hal" Foster, por sua vez inspiradas em lendas arturianas.

## Sinopse
O rei Aguar e sua família viquingue se tornaram cristãos e por isso são vítimas de traição e fogem para o exílio, ficando sob a proteção do Rei Artur e dos Cavaleiros da Távola Redonda. Quando atinge a maioridade, o filho de Aguar, Príncipe Valente, é enviado pelo seu pai à corte do rei Artur, para se tornar cavaleiro. Ao chegar à praia, ele é atacado por um misterioso Cavaleiro Negro. Consegue fugir e chegar até Camelot, onde fala com o rei. Pedindo para ser cavaleiro, o rei lhe põe aos cuidados de Sir Gawain, para treinar como  escudeiro. 
O Príncipe Valente desejava ser escudeiro do galante Sir Brack, e acaba fugindo para se encontrar com o cavaleiro. Levando-o ao local que fora atacado, o Príncipe Valente é novamente emboscado e flechado nas costas. Consegue chegar num castelo onde conhece as princesas Aleta e Ilene. Começa a desconfiar de Sir Brack, que não apareceu para ajudá-lo quando foi atacado.  

## Elenco principal
- James Mason .... Sir Brack
- Janet Leigh .... Princesa Aleta
- Robert Wagner .... Príncipe Valente
- Debra Paget .... Ilene
- Sterling Hayden ....Sir Gawain
- Victor McLaglen .... Boltar
- Donald Crisp .... Rei Aguar
- Brian Aherne .... Rei Artur
- Barry Jones .... Rei Luke